# Hauptstraße 102 (Lendersdorf)

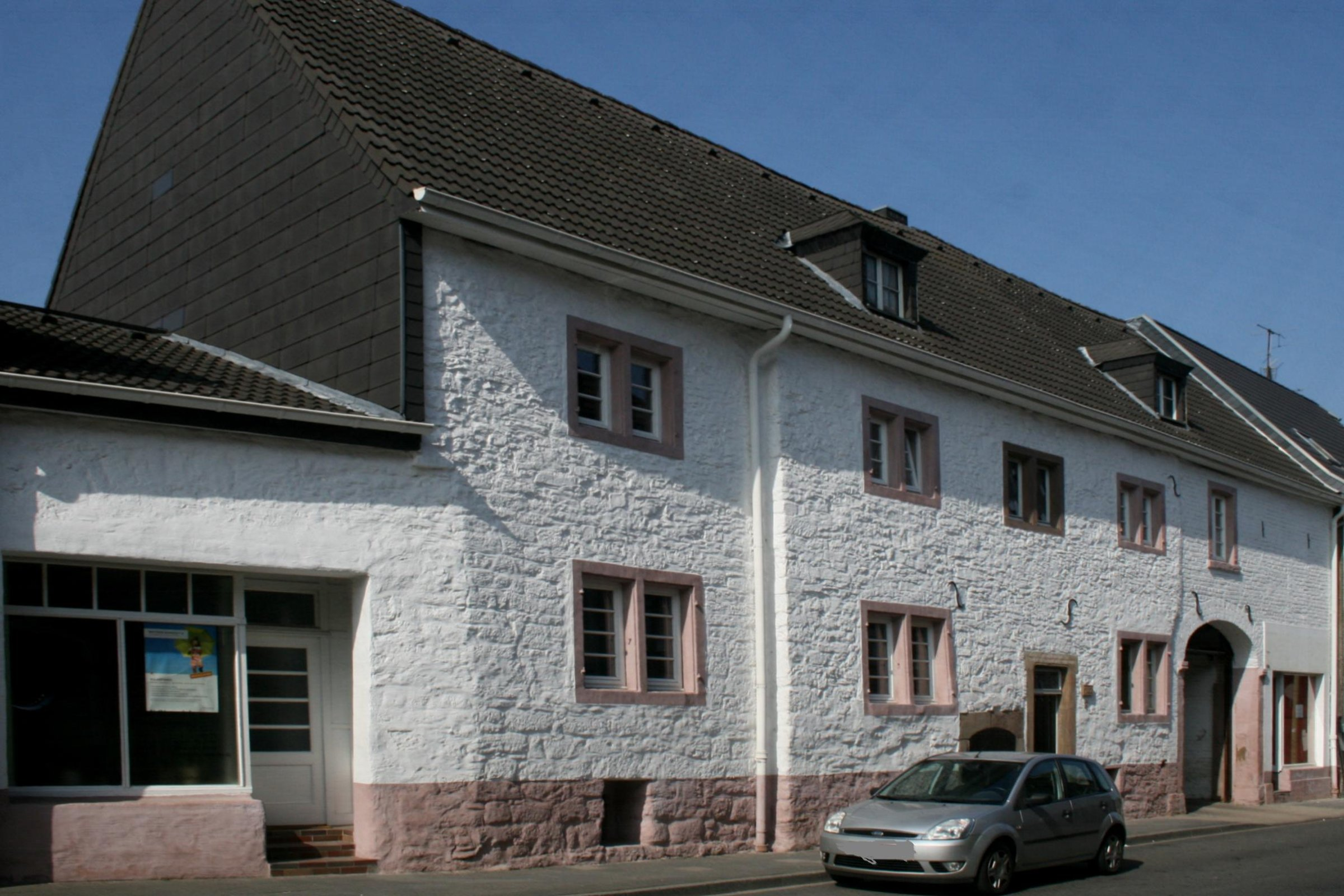
Hauptstraße 102 in Lendersdorf

Das Gebäude Hauptstraße 102 steht im Dürener Stadtteil Lendersdorf in Nordrhein-Westfalen.
Das Gebäude stammt nach einer inschriftlichen Datierung aus dem Jahre 1692.
In der ehemaligen Hofanlage steht straßenseitig ein zweigeschossiges Wohnhaus mit korbbogiger Tordurchfahrt. Die Fensteröffnungen haben eine Mittelteilung mit Gewänden aus Sandstein. Das Mauerwerk besteht aus Bruchstein.
Das Bauwerk ist unter Nr. 3/003 in die Denkmalliste der Stadt Düren eingetragen.